# 2001 BA16
2001 BA16 كويكب صخري صغير من كويكبات آتن وهي مجموعة من الكويكبات القريبة من الأرض
حضيض الكويكب  0.811 وحدة فلكية أي انة يكون داخل مدار  الأرض .وكحال جميع الكويكبات بشكل عام، هذا الكويكب تشكل من السديم الشمسي البدائي في وقت لم يعد هناك مادة بما فيه الكفاية في السديم الشمسي الشباب ليتحول إلى الكوكب.